# 平田晴彦
平田 晴彦（ひらた はるひこ、1947年3月3日 - ）は、東京都出身で、パリ在住歴30年の俳優。フランス映画『TAXi2』の防衛庁長官役などを演じた。

## 出演作品
- WASABI[1]（弁護士：石橋役）
- TAXi2[1][2]（防衛庁長官役）
- 帝人のCM（パリの寿司職人役）